# ریکاردو اچوریا
ریکاردو اچوریا (اسپانیایی: Ricardo Echeverría‎; ۳۱ مهٔ ۱۹۱۸ – ۱۵ اوت ۱۹۷۰) سوارکار اهل شیلی بود.
وی در مسابقات کشوری و بین‌المللی در مجموع برندهٔ ۱ مدال طلا، ۱ مدال نقره، ۱ مدال برنز شده‌است.